# Nghĩa trang Do Thái, Kielce

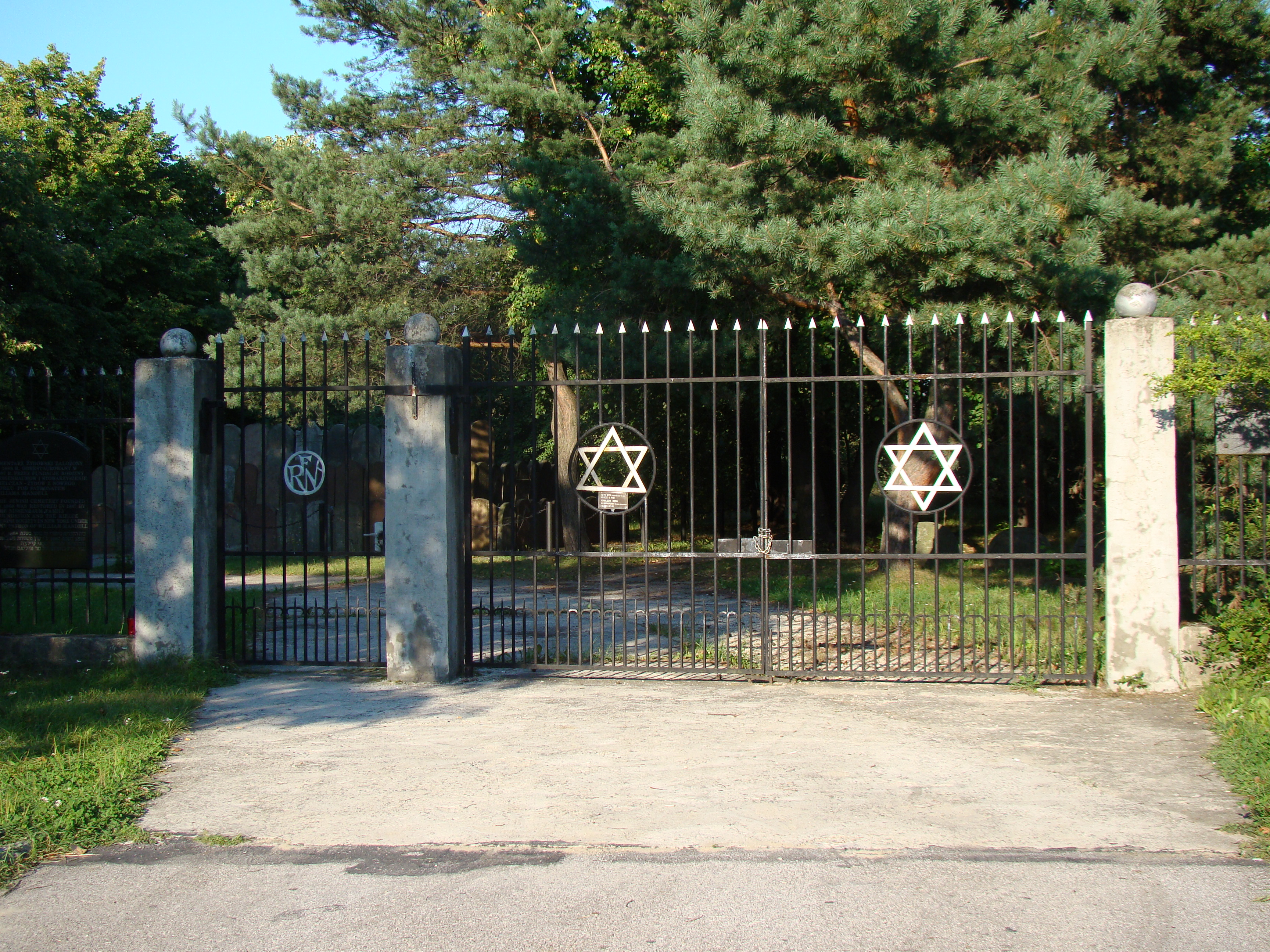
Cổng vào Nghĩa trang Do Thái ở Kielce

Nghĩa trang Do Thái Kielce (còn gọi là Nghĩa trang Pakosz) nằm ở quận Pakosz của Kielce, Ba Lan, tại các giao lộ của đường Pakosz Dolny và Kusocińskiego. Nó có diện tích 3,12 ha. Có khoảng 330 bia mộ được lưu giữ và bảo tồn bên trong nghĩa địa, trong đó có khoảng 150 ngôi mộ được sắp xếp như một tượng đài đá khắc. Nghĩa trang không mở của cho những người không có phận sự.

## Lịch sử
Nghĩa trang được thành lập vào năm 1868 dựa trên thiết kế của kiến trúc sư Franciszek Ksawery Kowalski. Trong Thế chiến II, nghĩa trang bị tàn phá bởi Đức Quốc xã. Đó là một nơi thường xuyên diễn ra các cuộc hành quyết hàng loạt người Ba Lan và người Do Thái. Đáng chú ý, vào ngày 23 tháng 5 năm 1943, cảnh sát bán quân sự Đức đã sát hại 45 trẻ em Do Thái ở đó, từ 15 tháng đến 15 tuổi.
Vào năm 1946, nghĩa trang đã trở thành nơi chôn cất 40 nạn nhân Do Thái của cuộc tàn sát Kielce. Trong những năm sau đó, thi thể của các nạn nhân vụ thảm sát do người Đức Quốc xã gây ra trong khu tập trung Kielce trong cuộc tàn sát Holocaust ở Ba Lan đã được đưa ra từ bờ sông Silnica và được chuyển đến nghĩa trang. Năm 1965 nghĩa trang được tuyên bố là một di tích và đóng cửa để chôn cất thêm.